# عزم راسخ
عزم راسخ (انگلیسی: Iron Will) فیلمی در ژانر ماجراجویی است که در سال ۱۹۹۴ منتشر شد.

## بازیگران
- مکنزی آستین
- کوین اسپیسی
- دیوید اوگدن استایرس
- آوگوست شلنبرگ
- برایان کاکس
- رکس لین
- جان تری